# クーカ
KUKAは中国の美的グループ (Midea Group) の子会社で、ドイツに本社を置く産業ロボットおよびファクトリーオートメーション関連機器の製造メーカー。KUKAロボティクス株式会社は世界に25の子会社を持ち、KUKAのグローバル拠点はアメリカ、カナダ、メキシコ、ブラジル、日本、中国、 韓国、台湾、インド、欧州諸国にあり、販売・サービスの拠点であり、産業用ロボットのシェアは世界2位である。ファナック、安川電機、ABBグループと並んで世界4大産業用ロボットメーカーのひとつ。

## 歴史
同社は、ヨハン・ヨーゼフ・ケラーとジェイコブKnappichによって、ドイツ、アウクスブルクで1898年に設立された。当初、同社の焦点は住宅と街路灯だったが、まもなくKUKA社はヨーロッパでの共同車の市場リーダーになるために1966年、他の製品（溶接機器や設備、ソリューション）に注力した。
1973年、KUKA社は世界初の6軸産業用ロボットFAMULUSを作った。この時、同社はクアント・グループに属していた。
1995年、KUKAロボティクス社とKUKASchweißanlagenGmbH社（現KUKAシステムズ社）に分割された。
2007年、KUKA社の世界で初めて可搬重量1tに達した産業用ロボットTITANが世界最大最強のロボットとしてギネスブックに登録される。
2014年3月、海外初のロボット生産工場を中国の上海に建設する。
2016年6月、同社は中国の美的グループの買収提案を受け入れ、筆頭株主のフォイトと大株主のフリードヘルム・ローも全ての保有株を美的に売却し、株式公開買付けは同年8月3日に終了して美的は2回のTOBでクーカの株を94.55％も取得に成功、同年8月17日にはドイツ政府は「買収は安全保障に危険は及ぼさない」として不介入を表明した。同年12月31日にはアメリカ合衆国政府も認可した。
今日、KUKA社は工業生産プロセスの自動化のためにソリューションの進歩に注力しており、インダストリー4.0のリーディングカンパニーである。同社は上場企業KUKA AG社（以前のIWKAグループ）に属している。

## 企業情報
本社はアウクスブルク、ドイツに位置している。 KUKA社には3,150人以上従業員がいる。（2012年9月30日現在）。同社の顧客は、主に自動車産業の企業だが、他の産業（一般産業）においても同様に増えている。

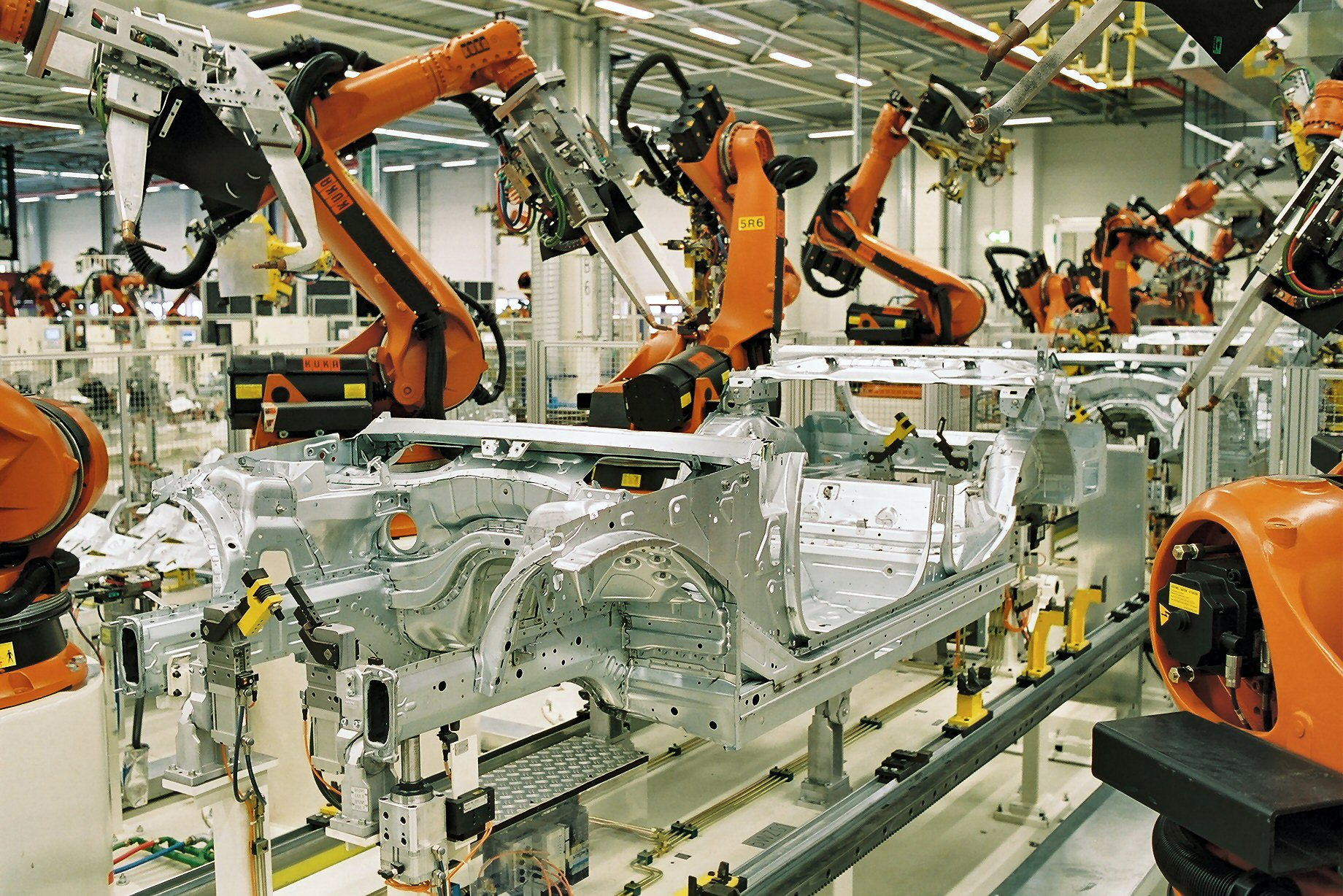
Automotive: 自動車：スポット溶接

## 注目すべき出来事
- 1971年 - ダイムラー・ベンツ用に構築されたヨーロッパ初の溶接トランスファーライン。
- 1973年 - KUKA社は世界で初めてFAMULUSとして知られている電気機械的な6軸産業用ロボットを製作。
- 1976年 - IR 6/60 - 6軸で動く新しいロボットとオフセット手首。
- 1989年 - 産業用ロボットの新しい世代が開発された- 低メンテナンスと高可用性のための技術的なブラシレスモータを駆動。
- 2010年 - 唯一のロボットとして、ロボットシリーズKR QUANTECは初めて90kgから300kg、3100mmまでの負荷範囲をカバー。
- 2012年 - 新しい小型ロボットシリーズKR AGILUSが発売。

## 制御システム
KUKAシステムソフトウェアは、オペレーティングソフトウェアであり、コントロール全体の心臓部である。このソフトウェアには、ロボットシステムの展開に必要なすべての基本機能が格納されている。
KCP（KUKAControlPanel）はティーチペンダントとも呼ばれ、ディスプレイとA1-A6の軸制御ボタン、6Dマウスを内蔵し、手動（ティーチング）モードでロボットを動かすことができる。また、このペンダントでは、既存のプログラムの閲覧や修正、新規プログラムの作成が可能。手動で軸を操作するには、ペンダント背面にあるイネーブルスイッチ（デッドマンスイッチとも呼ばれる）を半押しすることで動作が可能になる。コントローラーとの接続は、セーフティインターロックシステムとボタン操作のために、独自のビデオインターフェイスとCANバスを使用している。
制御キャビネットに設置された堅牢なコンピュータは、MFC を介してロボットシステムと通信し、リアルタイムサーボドライブエレクトロニクスを制御している。サーボ位置のフィードバックは、いわゆるDSE-RDW/RDC接続を介してコントローラに送信される。DSEボードはコントロールキャビネットにあり、通常はMFCに設置または統合され、RDW/RDCボードはロボットのベースに設置されている。
ソフトウェアは、同時に動作する2つの要素で構成されている。ユーザーインターフェースとプログラムストレージは、KRC1および初期のKRC2コントローラはWindows 95、KRC2コントローラはWindows XP Embedded、KRC4コントローラはWindows 7 Embeddedで動作し、プログラム制御とモーションプランニング用のVxWorksリアルタイムOSのKUKA修正バージョンであるVxWinがMFCと通信している 。
また、CD-ROMドライブ（古いコントローラでは3.5インチフロッピー）、USBポートなどの標準的なPC周辺機器や、ISAまたはPCI/PCIeのいずれかの標準インターフェースを搭載し、Profibus、INTERBUS、DeviceNet、Profinetなどの産業オートメーションのソフトウェアおよびハードウェアオプションを追加することができる。
ほとんどのロボットは"KUKAオレンジ"（公式コーポレートカラー）または黒に仕上がっている。

## 応用分野
産業用ロボットの応用分野は多様化している。 機械の製品移動や荷上げ、荷下げに使われている。
パレット積み、スポット・アーク溶接は多くの産業で使用されている。 KUKAの産業用ロボットは、ゼネラルモーターズ、クライスラー、フォード、ポルシェ、BMW、テスラモーターズ、アウディ、メルセデス・ベンツ、フォルクスワーゲン、フェラーリ、ハーレーダビッドソン、ボーイング、シーメンス、ノースロップ・グラマン、IKEA、スワロフスキー、ウォルマート、ネスレ、バドワイザー、コカ・コーラ等のような企業に利用されている。
移送
重い負荷の産業用ロボットの輸送のために重要な役割を果たすことができる。 それらの負荷容量と自由な位置決めがしばしば用いられる。
食品産業
ロボットはまた、食品業界でも利用されている。 ここでは、人間による荷上げおよび包装機械の搬出、肉を切る作業、積み上げ作業と同様に品質コントロールしながら、人間と機械の作業負荷を軽減している。

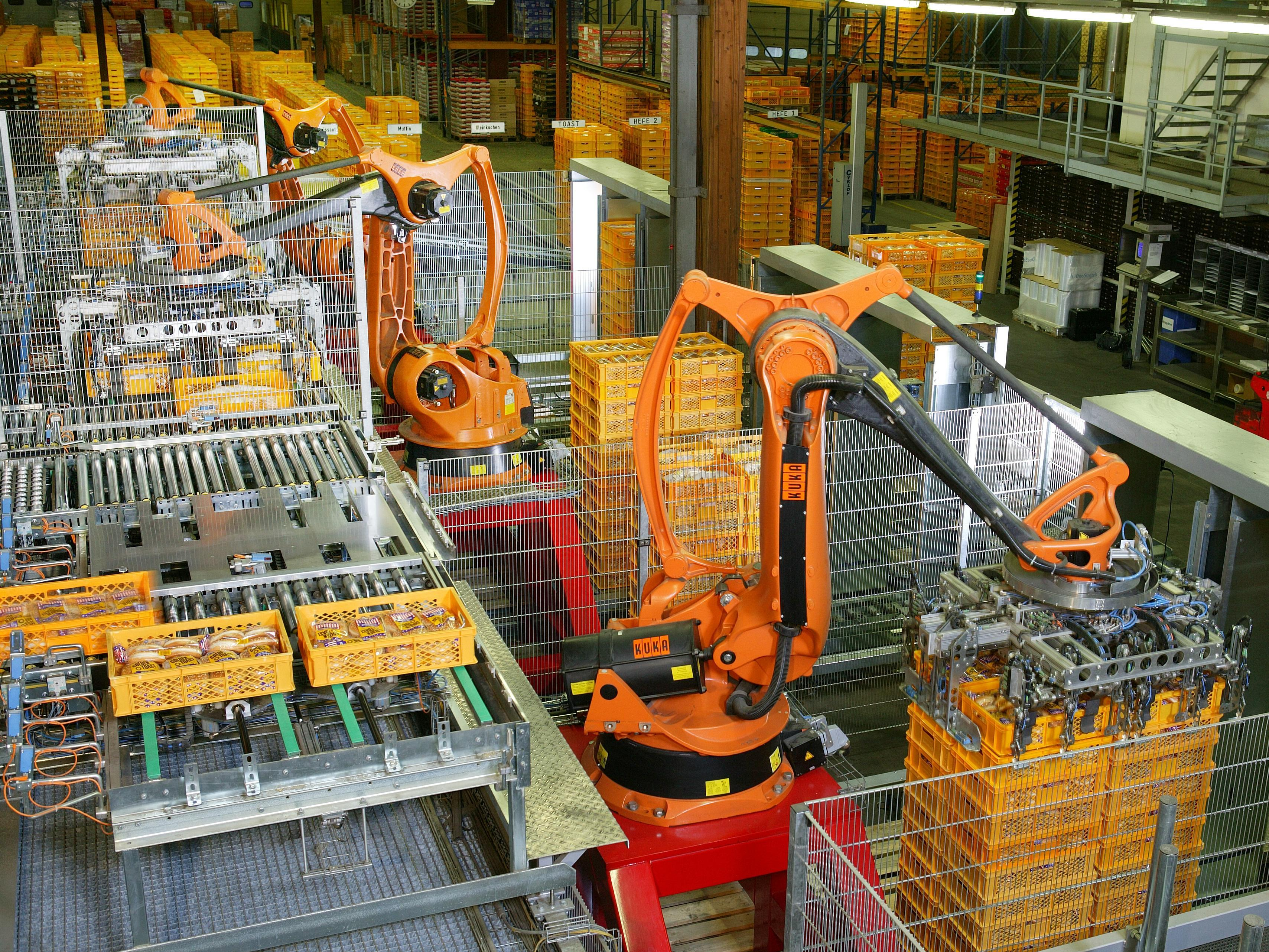
食品を積み上げるロボット（パン屋）

建設産業
建設業界では様々な使用方法がある。ロボットは、材料の均一な流れを確保したり、さらなる処理と効率的な生産のために適用される。

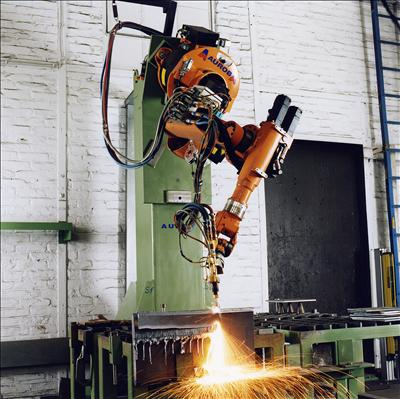
鉄橋の製造、鉄の切削

ガラス産業
ガラス業界ではロボットは、ガラス生産の実験室で曲げ成形操作や規範および量産品の製造におけるガラスや石英ガラスの熱処理段階を処理する際に使われている。

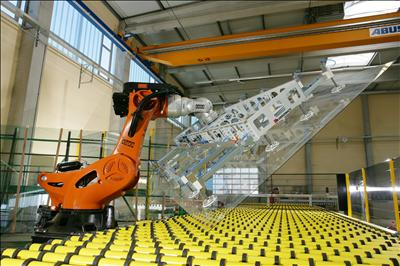
フラットガラスハンドリング、1000kgの重量を持つロボット

鋳造・鋳物産業
産業用ロボットは、熱や汚れに強く、ダイカストマシン上で直接適用することができる。 KUKAロボットはまた、バリ取り研削やドリルのような品質管理が必要な工程にも使用することができる。

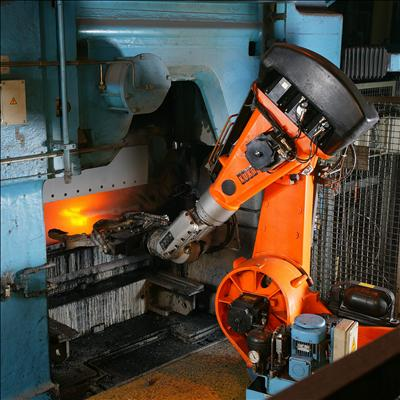
耐熱ロボットと鋳物自動化

木材産業
木材業界では研削、フライス加工、穴あけ、切断、パレタイジングや分類もロボットによってサポートすることができる。

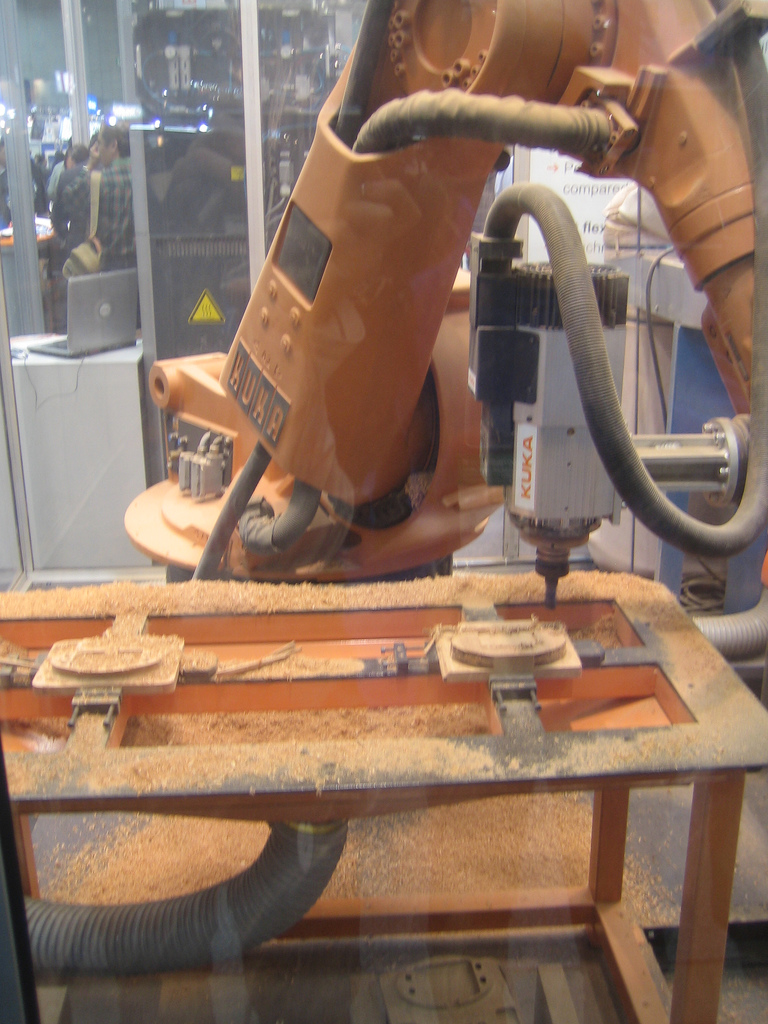
木材加工：CNC加工と切削

金属加工
ロボットの主な作業領域は、掘削、粉砕、鋸引きや曲げとパンチングのような操作を処理する。もちろん、産業用ロボットは、溶接、組立、荷上げ・荷下ろしに使用されている。

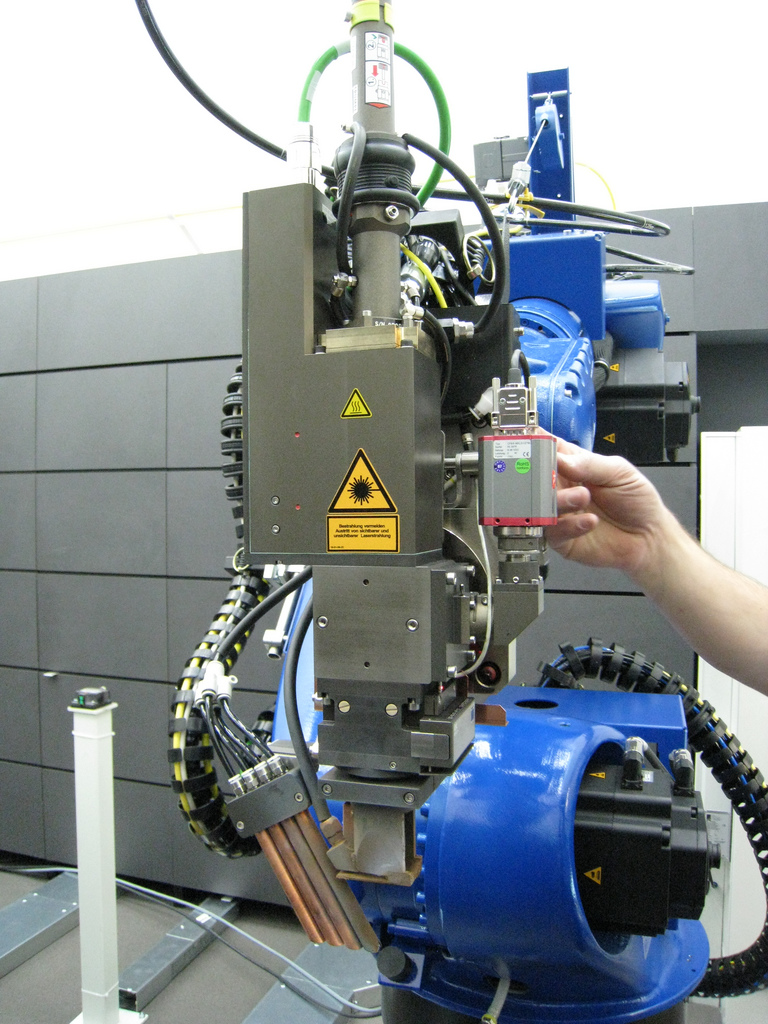
金属加工：YAGレーザー切断

石材加工
セラミック・石材業界は完全に自動3D処理に至るまで、石の破片のいわゆるブリッジソーイングのために産業用ロボットを使用している。

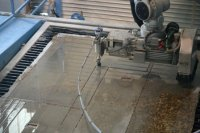
石の処理：石英キッチンカウンターのウォータージェット切断

## 売上高
連結売上高(KUKA Roboter GmbH)
- 413 億ユーロ (2008)
- 330 億ユーロ (2009)
- 435 億ユーロ (2010)
- 616 億ユーロ (2011)

KUKAロボティクス株式会社役員
- CEO - Manfred Gundel
- CFO - Michael Albert

連結売上高(KUKA AG)
- 1.286 億ユーロ (2007)
- 1.266 億ユーロ (2008)
- 902 億ユーロ (2009)
- 1.078 億ユーロ (2010)
- 1.435 億ユーロ (2011)

KUKA AG株式会社役員
- CEO - Dr. Till Reuter
- CFO - Peter Mohnen

## その他（映画出演など）

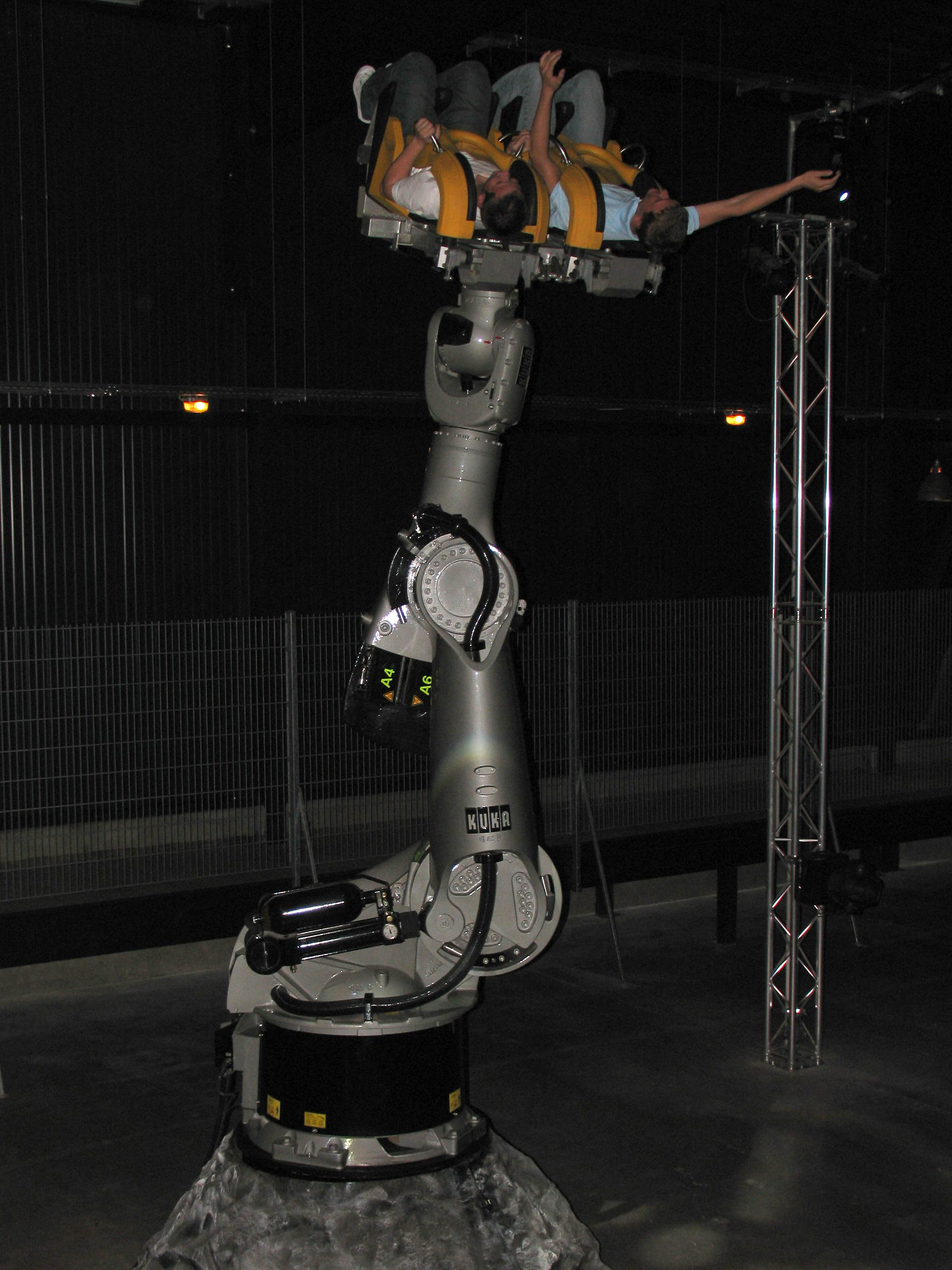
KUKAロボコースターは産業用ロボット技術が基本となった

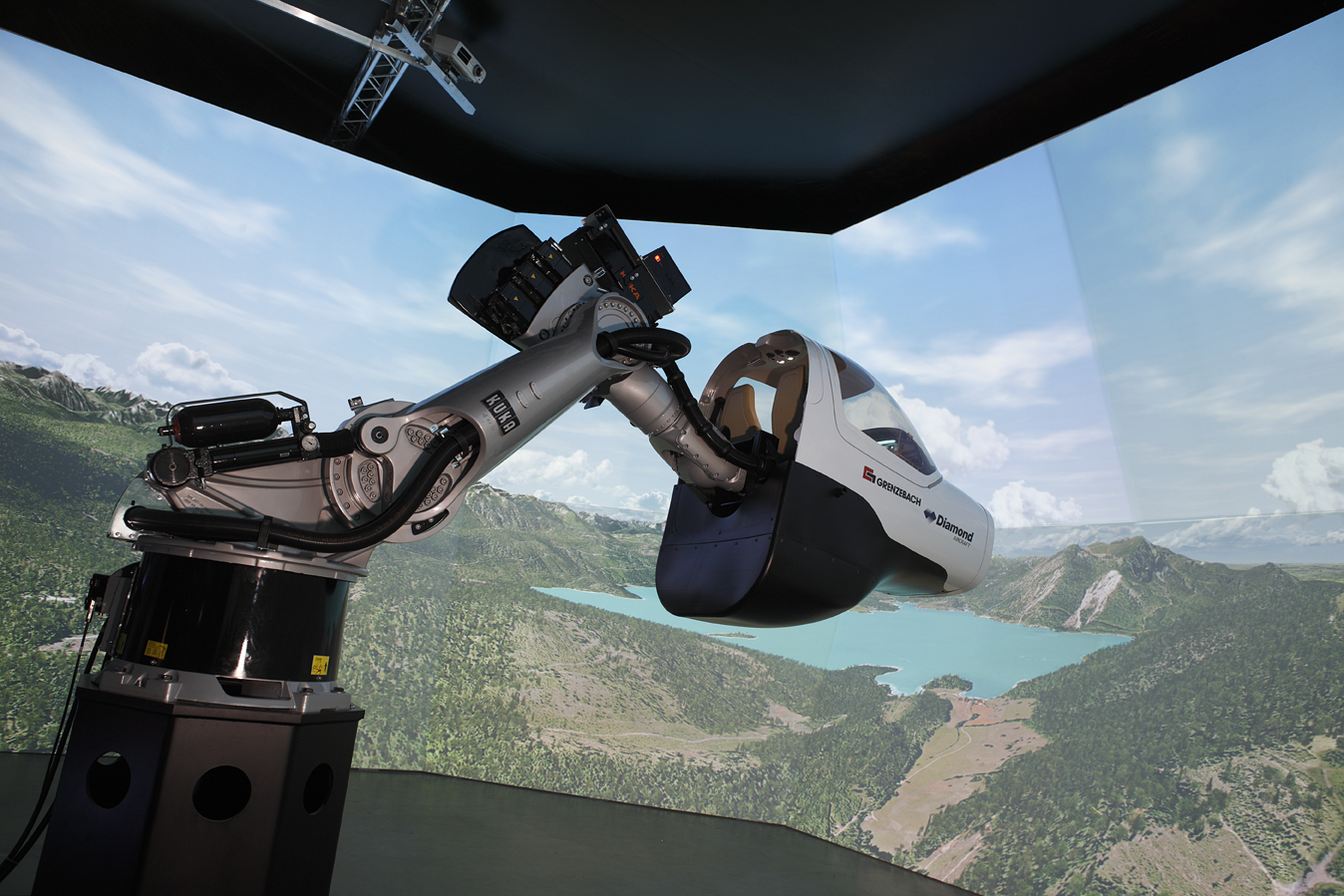
ダイヤモンド・エアクラフト・インダストリーズのフライトシミュレータ。動揺装置としてクーカ製の産業用ロボットを流用している

KUKAロボットはまた、様々なハリウッド映画に登場している。 007シリーズ映画、デイアナザーデイでアイスランドの氷の宮殿を描いたシーンでは、 NSAのエージェント、ジンクス（ハル・ベリーが）はレーザーを振り回すロボットに脅かされている。 ロン・ハワード監督の映画ダ・ヴィンチ・コードでは 、KUKAロボットはロバート・ラングドン演じるトム・ハンクスのクリプテックスを演じている。 2001年KUKA社は世界で初めて乗客を運ぶロボット、ロボコースターを開発した。 乗り心地はロボットアームに取り付けられたローラーコースタースタイルシートを使用し、プログラムされた操縦で2人の乗客をジェットコースターのような動きでグラマブル操縦のシリーズを通じて2人の乗客乗せた。乗客自身が乗る動きをプログラムすることもできる。 2007年KUKA社はロボコースターが基本となったシミュレータを開発した。2010年からフロリダ州オーランドにあるユニバーサルアイランドオブアドベンチャー等世界中のNBCユニバーサルのリゾート内にあるウィザーデイング・ワールド・オブ・ザ・ハリー・ポッターエリアの革新的なアトラクションハリー・ポッター・アンド・ザ・フォービドゥン・ジャーニーや2014年よりユニバーサル・スタジオ・フロリダでスタートしたアトラクションエスケープ・フロム・グリンゴッツでKUKAロボットアーム技術が利用されている。前者のアトラクションでは、乗車席は順番にトラックに搭載されているロボットアームに取り付けられている。 これはショー要素（アニメーション小道具、投影面など）に同期してその動きを実行しながら腕はアトラクションの中を動くことがでる。 リオデジャネイロパラリンピックの開会式ではエイミー・パーディとダンスを披露した。

## 経営陣の見直し
2009年8月にはKUKA AG社の株主でもあるドイツ企業、グレンゼバッハ（29％株式保有）がKUKA AGの現経営陣に対して緊急会議を要請し現経営陣の見直しを示唆する発言があり、KUKA AGはグレンゼバッハに対して緊急会議開催を拒んでいると全世界のマスメディアで報道された。

## 参考
- KUKAロボットグループ
- KUKAのドイツのウィキペディア